# レッドウッド国立公園
レッドウッド国立州立公園（英語: Redwood National and State Parks, 略称：RNSP）は、アメリカ合衆国カリフォルニア州北部の沿海にある幾つかの州立公園と国立公園が併さって成立している。レッドウッド国立公園（1968年指定）とカリフォルニア州のデルノルト・コースト州立公園、ジェデダイア・スミス州立公園、およびプレーリー・クリーク・レッドウッド州立公園（1920年代に指定）で構成されており、139,000エーカー（560平方キロメートル）の総面積を有し、原生温帯雨林を特徴としている。デルノルト郡からハンボルト郡内にまたがって位置するこれら4つの公園を併せると、沿海に残存するセコイア（Sequoia sempervirens、レッドウッド）原生林の45%が保護されることになり、その総面積は少なくとも38,982エーカー（157.75平方キロメートル）に及ぶ。これらの樹木は、地球上で最も高く、最も古い木の一つであり、地球上で最も巨大な樹種の一つである。レッドウッドの森林以外にも、当公園はその地域固有の植物相や動物相、大草原（プレーリー）、文化的資源、河川やその他の小川の流域部分、37マイル（60キロメートル）に及ぶ原始時代の海岸線などが保存されている。
1850年には、カリフォルニア州の海岸の200万エーカー（8,100平方キロメートル）以上の土地をレッドウッドの原生林が覆っていた。この地域の北部にはもともとアメリカ原住民が住んでいたが、材木商人や小規模なゴールドラッシュで多くの金鉱夫になった人たちが集まってきた。金鉱を掘り当てて豊かになることが出来ず失敗したこれらの人々は、サンフランシスコや西海岸の他の場所で急成長していた開発のために、巨木の伐採に目を付けた。何十年にもわたって無制限な皆伐が行われたので、その保護のために真剣な取り組みが始まった。1920年代までには、1918年に設立されたレッドウッド保全同盟（Save the Redwoods League）の活動により、プレーリー・クリーク、デルノルト・コースト、ジェデダイア・スミス・レッドウッド州立公園などが指定された。レッドウッド国立公園は1968年に指定されたが、その頃にはレッドウッドにもともと存在した原生林の90%近くが伐採されていた。国立公園サービス局（NPS）とカリフォルニア州公園・レクリエーション局（CDPR）は、1994年に森林管理の協力体制と森林や流域の安定化を図ることを目的として、レッドウッド国立公園とそれに隣接する3つのレッドウッド州立公園をひとつの公園として統合した。
当公園の生態系においては、汽水域に生息するハゼ、マスノスケ（キングサーモン）、ニシアメリカフクロウ、トドなどの絶滅の危機に瀕している動物種を数多く保護している。 公園に見られる希少な生態系と文化的歴史が認められた結果、国際連合は1980年9月5日に世界遺産に指定された。1983年6月30日にはユネスコの生物圏保護区である「カリフォルニア沿岸山脈国際生物圏保護区」（the California Coast Ranges International Biosphere Reserve）の一部に指定したが、2017年に同国の多くの生物圏保護区と共に登録解除となった。

## 歴史

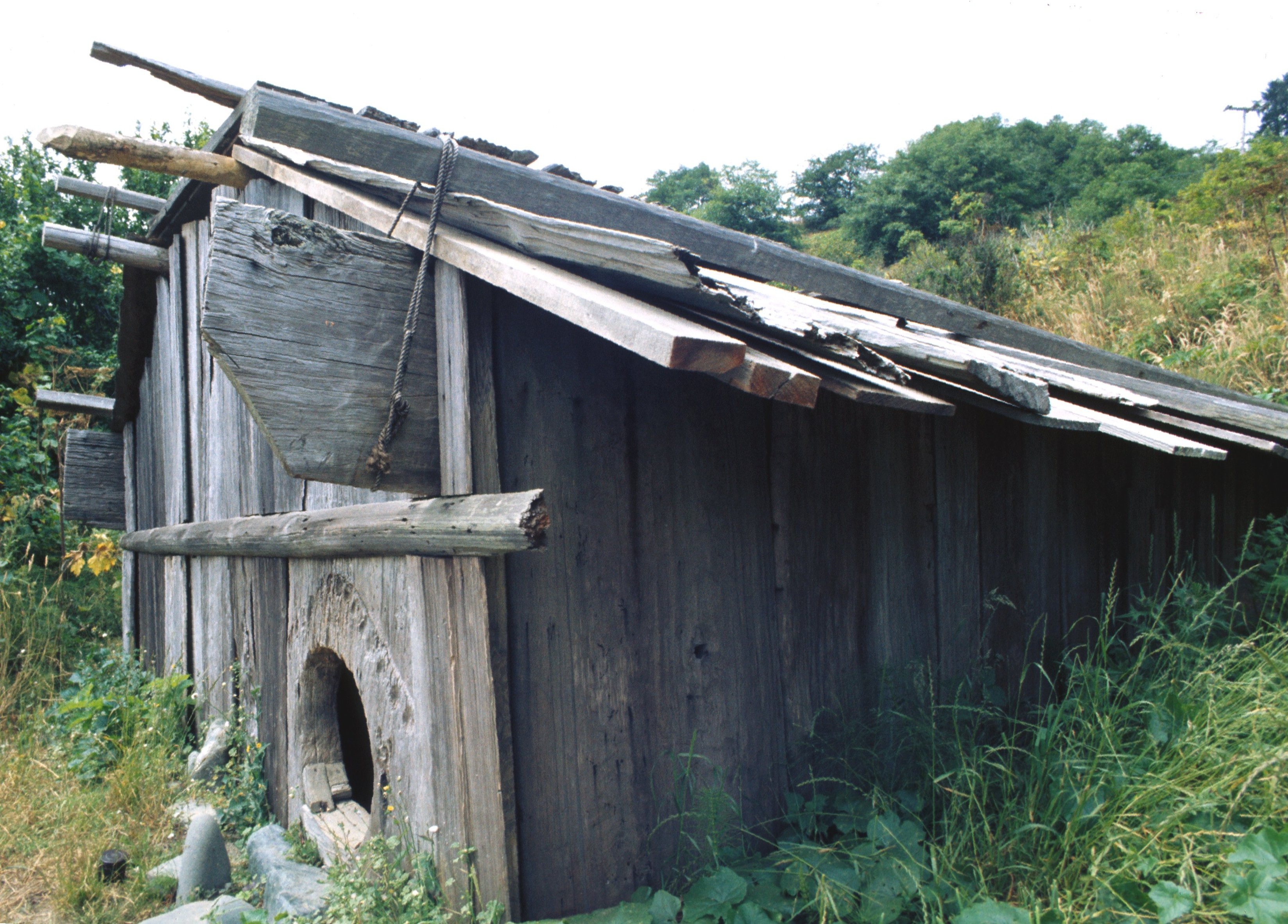
復元された、アメリカ原住民のひとつユロック族が作った板張小屋（レッドウッドの厚板を使う）

ユロック族、トロワ族、カロク族、チルラ族、ウィヨット族などの現代のアメリカ原住民のグループはすべてこの地域と歴史的なつながりを持っており、いくつかのアメリカ原住民のグループは現在もこの公園エリア内に住んでいる。考古学的研究によると、彼らがこの地域に到着したのは3,000年前にもさかのぼる。1852年の国勢調査では、ユロック族が最も多く、55の村と推定人口が2,500人であったことが判明している。 彼らは、豊富にあるレッドウッドが真っ直ぐな木目をしているので、厚板を簡単に拵え、船や家、小さな村の建築材料として使用していた。建物では、狭い溝の中に板を並べて建て、上部を革製の紐で縛り、屋根の梁に切り込みを入れて固定していた。レッドウッドの板は緩い傾斜の屋根を作るために使用されていた。1860年代まで、チリュラ族はレッドウッド・クリーク渓谷の中流域でレッドウッドの木々と密接に共存していた。ハルドヒルズのレッドウッド・クリーク沿いからカリフォルニア州マイナー・クリークに至る地域で主に定住していたチリュラ族の2つの村跡（ハウナクートとノイエディング）は、現代の公園の境界内に位置している。
先住民族とレッドウッドのつながりは、単なる物理的な関係だけではない。研究者のゲイル・L・ジェンナーは、「レッドウッドは彼らの物質的な文化の多くの源であったが、彼らの生活は単なる木材以上のものであったし、今もそうである。彼らの生活は、まさに木の持つ特性と構造物に囲まれていたのである。」と述べた。1976年にチルラ部族の長老で宗教指導者でもあるミニー・リーブスは、チルラ族は「レッドウッドの木の中の人々」であると指摘した。リーブズがさらに述べたところによれば、木は愛の証として創造主からの贈り物であるということ、つまり、「これらの木々を破壊すれば、創造主の愛を破壊することになる。そして、もし創造主が愛しているものを破壊すれば、最終的には人類を滅ぼすことになる」と指摘した。ユロック民族にとって、木は神聖な生き物であり、「神聖な場所の上に『守護者』として立っている」のである。先住民の人々は、レッドウッドの木で作られた伝統的な家も「生き物」と考えている。それというのは、エドウィン・C・ベアースによると、「その板を形成しているレッドウッドは、それ自体が精霊を宿すうちの一つの実体であった」という。彼の言葉を借りれば、「レッドウッドという地域に人間よりも先に存在し、そこでの正しい生き方を人々に教えた神の種族」であると考えられていた。
1828年のジェデダイア・スミスによる探検以前には、ヨーロッパ系の探検家の中で、沿岸から離れた内陸部を徹底的に調査した人は誰もいなかった。1850年にトリニティ・リバー沿いで金が発見されたことで、カリフォルニアでは小規模な第二次ゴールド・ラッシュが起こった。これにより、この地域に鉱夫が集まり、多くの鉱夫は金持ちになり損ねた後も沿岸地方に残った。これはすぐさま紛争を引き起こし、この地域にいた原住民は、強制的に追い出されたり虐殺されたりしない限り、大きな負担を強いられることになった。1895年までには、村々の内のある1グループのユロック族の3分の1しか残っていなかった。また、1919年までには事実上、チルラ族のメンバーは全員死亡するか、他の部族に同化されていた。鉱夫たちは建築用にレッドウッドを伐採したが、この小規模なゴールドラッシュが終わると、一部の鉱夫たちは再び伐採に転じ、巨大なレッドウッドの木々を伐採した。当初、カリフォルニア州とオレゴン州南西海岸地方の2,000,000エーカー（8,100平方キロメートル）以上がレッドウッドの原生林であったが、1910年までに大規模な伐採が行われたため、自然保護活動家や懸念する市民は、驚くべき速さで伐採されているのを目の当たりにして、残っている樹木を保護する方法を模索し始めた。1911年には、カリフォルニア州の下院議員ジョン・E・レイカーが、レッドウッド国立公園を創設するための法案を提出した最初の政治家となった。しかし、その時点では合衆国議会はそれ以上の行動を取らなかった。

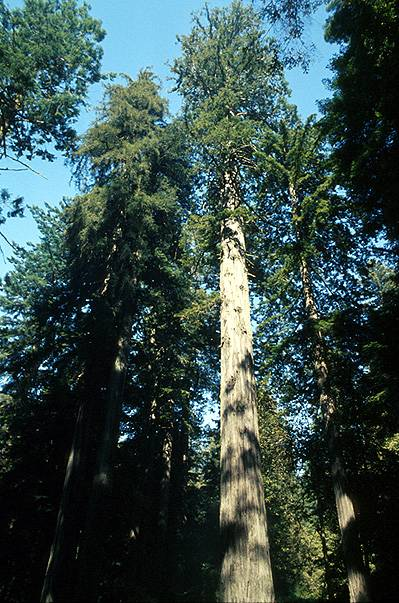
コースト・レッドウッドとも呼ばれるカリフォルニアのレッドウッドは、地上で最も高くなる樹種。

カリフォルニア州のレッドウッドを保護しようとする動きは、ブーン＆クロケットクラブの最も実質的な保護貢献の一つと考えられている。セーブ・ザ・レッドウッド・リーグは1918年にブーン・アンド・クロケット・クラブのメンバーであるマディソン・グラント、ジョン・C・メリアム、ヘンリー・フェアフィールド・オズボーン、そして後のメンバーであるフレデリック・ラッセル・バーナムによって設立された。最初に土地を購入したのは、クラブメンバーのスティーブン・メイザーとウィリアム・ケントであった。1921年、ブーン・アンド・クロケット・クラブのメンバーであるジョン・C・フィリップスは土地を購入して、ハンボルト・レッドウッド州立公園内にレイナル・ボリング記念林を作るために32,000ドルを寄付した。これは、間もなくレッドウッドの木へのアクセスがほぼ自由となる合衆国国道第101号が建設中であったため、時期を得たものであった。最初はハンボルト郡から、後にカリフォルニア州から提供された同額の資金を使って、セーブ・ザ・レッドウッド・リーグは1920年代にレッドウッドの林が集中したり複数ある地域、および少数の森林全体を保護することに成功した。カリフォルニア州が州立公園制度を創設した1927年から、保護されたレッドウッド地域のうち3つがそれぞれ、プレーリー・クリーク・レッドウッド、デルノルト・コースト・レッドウッド、ジェデダイア・スミス・レッドウッド州立公園となった。4つ目はハンボルト・レッドウッド州立公園となり、個々のレッドウッド州立公園の中では最大のものとなったが、レッドウッド国立公園州立公園システムには含まれていない。第二次世界大戦中の木材需要の高まりと1950年代の建設ラッシュのため、国立公園の指定が遅れた。セーブ・ザ・レッドウッズ・リーグ（Save the Redwoods League）、シエラクラブ（Sierra Club）、ナショナル・ジオグラフィック・ソサエティ（National Geographic Society）による国立公園の創設に向けた取り組みは1960年代初頭に始まった。合衆国議会への激しいロビー活動の後、レッドウッド国立公園創設法案は1968年10月2日にリンドン・ジョンソン大統領によって署名された。セーブ・ザ・レッドウッズ・リーグ（Save the Redwoods League）やその他の団体が10万エーカー（400平方キロメートル）以上の土地を購入し、既存の州立公園に加えられた。地元の環境保護主義者の支持と地元の伐採者や伐採会社の反対の両方がある中、1978年にレッドウッド国立公園の大規模な拡張が行われ、48,000エーカー（190平方キロメートル）が追加された。 しかし、その土地のうちで原生林は5分の1に過ぎず、残りは伐採されていた。この拡大によって、レッドウッド・クリークに沿った流域は、公園外での伐採作業による悪影響を受けないように保護された。これらの連邦公園と州立公園は、1994年に管理上統合された。
1980年9月5日、国際連合はレッドウッド国立州立公園を世界遺産に指定した。評価委員会は、4,500年に及ぶ50の先史時代の考古学的遺跡を指摘した。委員会はまた、フンボルト州立大学の研究者などによる公園内での現在進行中の研究についても言及している。この公園は、1983年6月30日にサンフランシスコ・ベイエリアにあるカリフォルニア・コースト・レーンジズ国際生物圏保護区に指定された、より大きな地域の一部となっている。 このカリフォルニア・コースト・レーンジズ生物圏は、カリフォルニア大学自然保護システムによって管理されている。

## 公園の運営

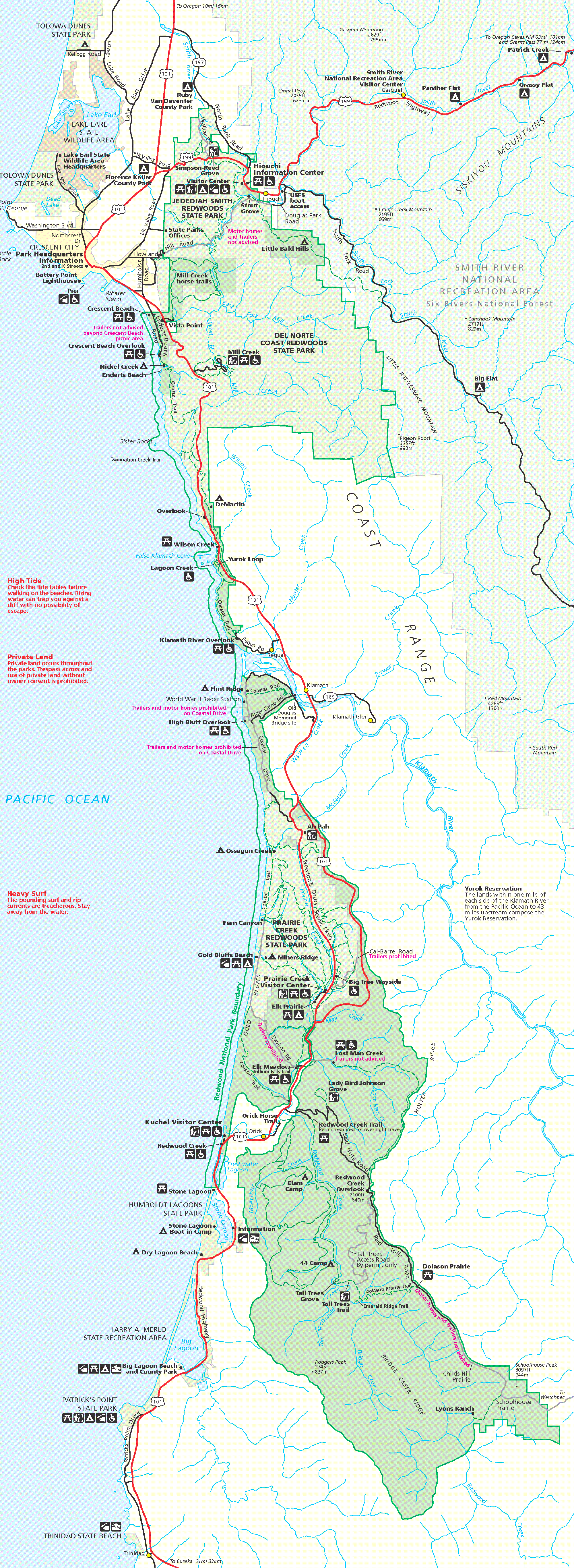
レッドウッド国立州立公園の地図（クリックで拡大表示）

レッドウッド国立公園の本部はカリフォルニア州クレセントシティにあり、そのサービスオフィスはカリフォルニア州アルカタに、オペレーションセンターはカリフォルニア州オリックにある。
しかし、資金不足のために大規模な改善を実施することができず、材木会社は伐採された多くの地域に自生種以外の種類の木を植林した。砂丘や沿岸の草原を含む沿岸地域一帯は、1980年代まで森林火災を抑制しようとしたことも一因で、外来種に侵されてきた。現在、防災計画では、公園を本来の状態に戻すための一つの方法として、管理された野焼きが許可されている。レッドウッドの伐採は入山がし易いかどうかに基づいて行われてきたので、近寄ることができない場所は最後に伐採されるため、原生林の巨木の多くは互いに切り離されることになって、時には何マイルも離れた場所にあることがある。このような事情があるので、生態系の修復にいくらお金をかけようとしても、原生林（極相林）の状態に戻るまでには何十年もかかると考えられる。
公園では、伐採して拵えたいくつかの道路を風光明媚な公道に造り変えた。これらの道路は現在の安全基準を満たしていないが、現在のところこれを改善するための資金が無い。ビジターセンターや職員用住宅などの公園内の構造物も、増加する需要に対応するための更改が必要となっている。公園の従業員は、大気と水質の調査、絶滅危惧種や絶滅危険種とされるものの監視を行い、米国土地管理局（Bureau of Land Management）による管理の元に置かれているカリフォルニア州沿岸国立モニュメント（California Coastal National Monument）と密接に協力関係にある。 2005年には、公園はさらに25,000エーカー（100平方キロメートル）を拡大し、ミル・クリーク流域を含めることが許可された。

## 自然環境
レッドウッド国立州立公園は、北部カリフォルニア沿岸の森林生態系の中で、最も重要な保護地域の一つを形成している。

### 植物
レッドウッドの原生林は、かつてカリフォルニア州北部の沿岸地帯にある200万エーカー（8,100平方キロメートル）近くを覆っていたと推定されている。レッドウッドの原生林の96%が伐採され、残っているレッドウッドのほぼ半分（45%）がレッドウッド国立州立公園に生息している。この公園では、38,982エーカー（157.75平方キロメートル）の原生林が保護されており、連邦政府分の19,640エーカー（79.5平方キロメートル）と州政府分の19,342エーカー（78.27平方キロメートル）とにほぼ均等に分割して管理されている。レッドウッドは少なくとも2000万年前からカリフォルニア州北部の沿岸地方に存在し、1億6000万年前に存在した樹種と関連がある。
コースト・レッドウッドの原生地域は、カリフォルニア州北部の沿岸からオレゴン州南部の沿岸までである。カリフォルニア州中央部のジャイアント・セコイアとは近縁種で、中国の四川・湖北地域に自生しているメタセコイアとは遠縁である。コースト・レッドウッドは最も高くなる樹木である。2006年9月現在、園内で最も高い木はハイペリオンで379.1フィート（115.5メートル）、次いでヘリオスとイカロスがそれぞれ376.3フィート（114.7メートル）、371.2フィート（113.1メートル）となっている。

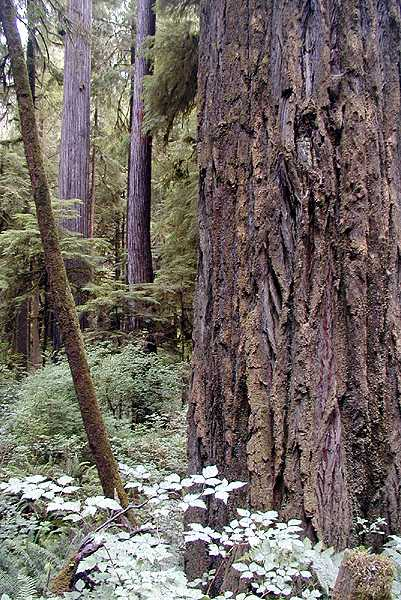
セコイア（レッドウッド）

2006年9月以前に知られていた最も高い現存の標本木は、ハンボルト・レッドウッド州立公園の外域にあったストラトスフィア・ジャイアントで、2004年には370フィート（110メートル）であった。また、長年にわたり、プレーリー・クリーク・レッドウッド州立公園（もちろんRNSP内）にある "Tall Tree" と単に名づけられたひとつの標本は367.8フィート（112.1メートル）と測定されていたが、この木の上部10フィート（3.0メートル）の部分は1990年代に枯死したと報告された。
1991年に倒れたある木は、372.04フィート（113.40メートル）と報告された。ジャイアント・セコイアだけがそれ以上の質量を持っている。体積で最大のレッドウッドは、ジェデダイア・スミス・レッドウッド州立公園にある42,500立方フィート（1,205立方メートル）のロスト・モナーク（Lost Monarch）である。成熟したコースト・レッドウッドは平均500年から700年生存し、中には2,000歳になると記録されているものもあって、地球上で最も長寿の生物の一つとされている。レッドウッドは、厚い保護樹皮と高いタンニン含有量により、病気には非常に強い耐性がある。そしてこの木は、風当たりの弱い斜面、やや内陸部、河川や小川などの水源地の近くを好む。
レッドウッドの木は、深い有機質土壌を掴まえる巨大な太枝を発達させ、その枝の上に成長する樹木のように太い幹を支えることができる。これは通常、150フィート（46メートル）以上の大きさで見られる。複数の科学者は最近、通常は林床に生育する植物が、こうした深い有機質土壌でも生育していることを発見した。この土壌は、無脊椎動物、軟体動物、ミミズ、サンショウウオなどの生息地となってる。干ばつの季節には、梢の一部は枯れてしまうが、木自体が完全に枯れるわけではない。その代わりに、レッドウッドの木は他の枝から新しい幹を再生するメカニズムを発達させた。これらの二次的な幹は、再生（リテレーション）と呼ばれ、その基部に堆積した土壌の中で根系を発達させている。これにより、水を樹木の最も高い部分まで運ぶことができる。沿岸に発生する霧もまた、樹木が年間に必要とする水の最大で3分の1ほどを供給している。
森の中でよく見かけるもう一つの大木はベイマツ（アメリカトガサワラ）で、その高さは300フィート（91メートル）以上にもなると云われている。シトカトウヒは海岸沿いに多く生息しており、他の樹種よりも塩分の多い空気に適している。常緑広葉樹のタンオークは、近縁のコナラ属（オーク）のドングリに似た実をつける。タンオークもオークもブナ科に属している。公園内には、マドローネやヒロハカエデ、カリフォルニアゲッケイジュ、アメリカアカハンノキ、タイヘイヨウイチイ、ノブコーンパイン、サンザシ属、インテリアライブオーク、ポンデローサマツなどの樹木も広く分布している。
ハックルベリー、ブラックベリー、サーモンベリーは森林の下層植生の一部であり、多くの動物種に食料を提供している。カリフォルニア・シャクナゲとアザレア（ツツジ）は、公園内、特に原生林でよく見かける低木の花木である。ソードシダなどの植物は、特に豊かな水源がある場所に多数存在する。プレーリー・クリーク・レッドウッド州立公園内には、ファーン・キャニオン（Fern Canyon）という、深さ30～50フィート（9.1～15.2メートル）の有名な渓谷があって、その壁面は完全にシダで覆われている。

### 動物

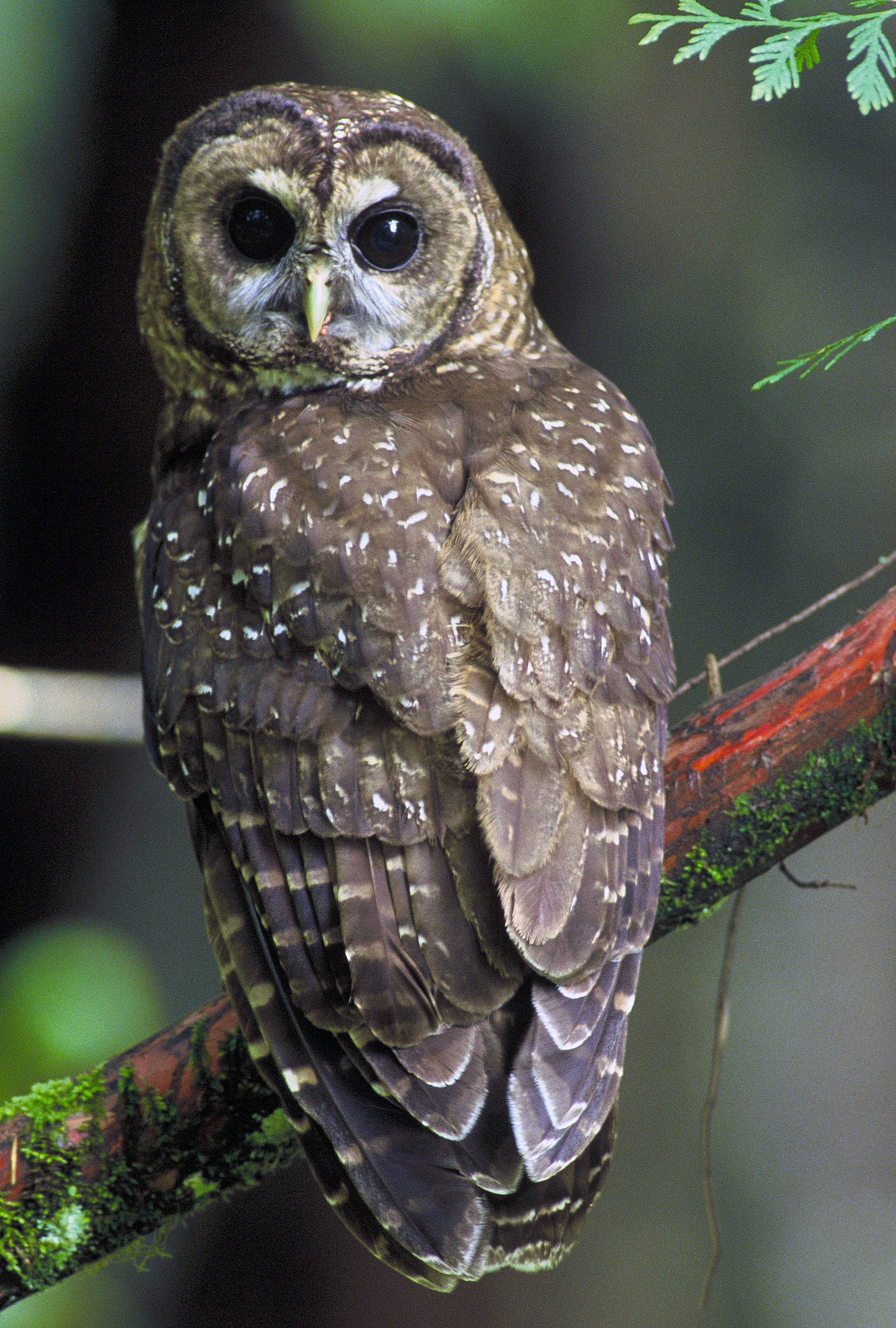
ニシアメリカフクロウ（Strix occidentalis caurina）はこの公園に生息する絶滅危惧種。

RNSPの生態系は、多くの希少動物種を保護している。数多くの生態系が存在し、公園内には海岸、河川、草原、密林地帯などがすべて存在する。太平洋沿岸に生息するハゼ類のEucyclogobius newberryi（Northern tidewater goby）は、アメリカ合衆国の絶滅危惧種に指定されている。ハクトウワシ（bald eagle）は通常、水源地の近くに営巣しており、カリフォルニア州の絶滅危惧種に指定されている。マスノスケ、ニシアメリカフクロウ（northern spotted owl）、トド（Steller's sea lion）は、絶滅の危機に瀕しているその他の動物種のうちのいくつかである。
40種以上の哺乳類が記録されており、その中にはアメリカクロクマ（North American bear）、コヨーテ（mountain coyote）、ピューマの亜種（North American cougar）、ボブキャット（bobcat）、アメリカビーバー（North American beaver）、カナダカワウソ（North American river otter）、オグロジカ（black-tailed deer）、ワピチ（elk）などが含まれている。海岸線に沿って、カリフォルニアアシカ（California sea lion）、トド、ゼニガタアザラシ（harbor seal）が海岸近くや海岸の沖合にある海食柱や小島を形造る岩場の露頭に生息している。時にはイルカやコククジラ（Pacific gray whale）が沖合で見られることもある。ルーズヴェルトワピチ（Roosevelt elk）は、公園内の大型哺乳類の中で最も容易に観察される動物である。この地域で絶滅の危機に瀕していたヘラジカの群れが、現在ではクラマス川の南側の公園地域でよく見られるようになった。多くの比較的小さな哺乳類は、森林の高い樹冠の中に住んでいる。オオクビワコウモリ（big brown bat）などの異なった種類のコウモリや、ダグラスリス（Douglas squirrel）やオオアメリカモモンガ（northern flying squirrel）などの小型哺乳類は、そのほとんどが林床よりもずっと高い場所で生活している。
海岸沿いの崖や海食柱で主に見られるのはカッショクペリカン（Brown pelican）やミミヒメウ（double-crested cormorant）で、海岸や内陸部にはシギ（sandpiper）やカモメ（gull）、アメリカマダラウミスズメ（marbled murrelet）が生息している。内陸の淡水に依存する鳥類の一例としては、カワアイサ（common merganser）、ミサゴ（osprey）、カタアカノスリ（red-shouldered hawk）、オオアオサギ（great blue heron）、ステラーカケス（Steller's jay）などが記録されている。この森林地帯には、少なくとも400種以上の鳥類が記録されている。
爬虫類や両生類も公園内で見つけることができる。クビワヘビの亜種（northwestern ringneck snake）、アカアシガエル（northern red-legged frog）、オオトラフサンショウウオ（Pacific giant salamander）、サメハダイモリ（rough-skinned newt）などがその中では最もよく見かける。
魚類はメバル科（rockfish）などが見られる。

### 外来種
現在、レッドウッド国立州立公園には200種以上の外来種が生息していることが知られている。そのうち30種が外来種として確認されており、またそのうち10種はその地域の在来種や生態系に対して脅威だと考えられている。外来種は現在、公園内の植物全体の約4分の1を占めている。原生林地域内の植物で外来種が占める割合は約1%にすぎないが、ボールドヒル・プレーリーのような地域では、相対的に50%から75%が外来種である。また、外来植物の種類も様々で、セイヨウキヅタ（Hedera helix）、ヤグルマギク属のCentaurea maculosa、ドクニンジン（Conium maculatum）などがある。ヤグルマギクとドクニンジンは、公園の管理システムによって維持されている、優先度の高い監視対象リストに追加することが検討されている。

### 地質

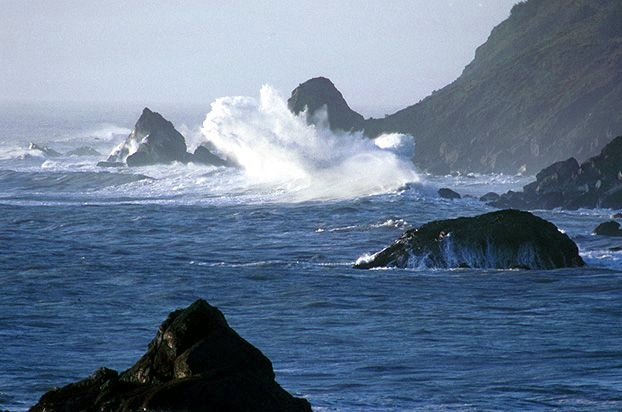
海岸線のエリア

カリフォルニア州北部沿岸地域（RNSPとそれに隣接する沖合地域を含む）は、アメリカ合衆国の中で最も地震活動が活発である。公園内と太平洋の沖合の海底で頻繁に発生する小規模な地震は、河川の移動、地滑り、海岸の断崖の崩壊を引き起こす原因となっている。北アメリカプレートや太平洋プレート、ゴーダプレートはすべて、公園の南西わずか100マイル（160キロ）先にあるメンドシーノ・トリプル・ジャンクションという地点（三重会合点）で出会うことになる、地殻の構造プレートである。1990年代には、この断層帯に沿ってマグニチュード6.0の地震が9回以上発生し、1人の死亡者と大規模な経済的損害をもたらしており、常に大地震が発生する可能性がある。公園内のいたるところにパンフレットや情報を掲示し、観光客に対して大地震が可能する危険性を十分周知している。津波の脅威性が特に懸念されており、海岸線を訪れる観光客には、大きな地震が発生した場合すぐに高台に避難するように指示している。
海岸線と沿岸の山脈地帯の両方が公園の境界内には存在する。公園内の岩石の大部分は、数百万年前に海底から隆起した「フランシスコ・アサンブラージュ」の一部である。これらの堆積岩は主に砂岩、シルト岩、泥板岩、チャート（角岩）であって、緑色岩などの変成岩の含有量は少ない。たいていの地域で、これらの岩は侵食されやすく、海岸線あるいは河川や小川が小さな峡谷を切り開いた場所で見かけることができる。白亜紀の時代に形成されたこれらの岩石は、隆起や褶曲（しゅうきょく）の過程で高度に変形している。いくつかの地域では、河川の侵食作用が、上流から公園内に運ばれてきた砂や泥、砂利などの河川堆積物を作り出した。レッドウッド・クリークはグローガン断層に沿っているので、クリークの西岸に沿って片岩やその他の変成岩を見かけることができ、クリーク東岸にはフランシスコ・アサンブラージュの堆積岩がある。

### 気候

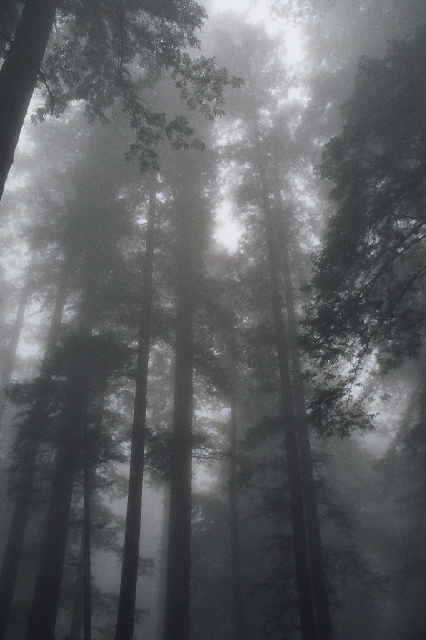
夏は写真のようにたいてい霧がかかっていて、秋はおもに火事が発生する時期である。

| レッドウッド国立州立公園 (デルノルト郡ジェデダイア・スミス・レッドウッド州立公園)の気候 | レッドウッド国立州立公園 (デルノルト郡ジェデダイア・スミス・レッドウッド州立公園)の気候 | レッドウッド国立州立公園 (デルノルト郡ジェデダイア・スミス・レッドウッド州立公園)の気候 | レッドウッド国立州立公園 (デルノルト郡ジェデダイア・スミス・レッドウッド州立公園)の気候 | レッドウッド国立州立公園 (デルノルト郡ジェデダイア・スミス・レッドウッド州立公園)の気候 | レッドウッド国立州立公園 (デルノルト郡ジェデダイア・スミス・レッドウッド州立公園)の気候 | レッドウッド国立州立公園 (デルノルト郡ジェデダイア・スミス・レッドウッド州立公園)の気候 | レッドウッド国立州立公園 (デルノルト郡ジェデダイア・スミス・レッドウッド州立公園)の気候 | レッドウッド国立州立公園 (デルノルト郡ジェデダイア・スミス・レッドウッド州立公園)の気候 | レッドウッド国立州立公園 (デルノルト郡ジェデダイア・スミス・レッドウッド州立公園)の気候 | レッドウッド国立州立公園 (デルノルト郡ジェデダイア・スミス・レッドウッド州立公園)の気候 | レッドウッド国立州立公園 (デルノルト郡ジェデダイア・スミス・レッドウッド州立公園)の気候 | レッドウッド国立州立公園 (デルノルト郡ジェデダイア・スミス・レッドウッド州立公園)の気候 | レッドウッド国立州立公園 (デルノルト郡ジェデダイア・スミス・レッドウッド州立公園)の気候 |
| 月                                                                                      | 1月                                                                                     | 2月                                                                                     | 3月                                                                                     | 4月                                                                                     | 5月                                                                                     | 6月                                                                                     | 7月                                                                                     | 8月                                                                                     | 9月                                                                                     | 10月                                                                                    | 11月                                                                                    | 12月                                                                                    | 年                                                                                      |
| --------------------------------------------------------------------------------------- | --------------------------------------------------------------------------------------- | --------------------------------------------------------------------------------------- | --------------------------------------------------------------------------------------- | --------------------------------------------------------------------------------------- | --------------------------------------------------------------------------------------- | --------------------------------------------------------------------------------------- | --------------------------------------------------------------------------------------- | --------------------------------------------------------------------------------------- | --------------------------------------------------------------------------------------- | --------------------------------------------------------------------------------------- | --------------------------------------------------------------------------------------- | --------------------------------------------------------------------------------------- | --------------------------------------------------------------------------------------- |
| 最高気温記録 °F （°C）                                                                  | 75 (24)                                                                                 | 80 (27)                                                                                 | 81 (27)                                                                                 | 86 (30)                                                                                 | 91 (33)                                                                                 | 98 (37)                                                                                 | 89 (32)                                                                                 | 93 (34)                                                                                 | 95 (35)                                                                                 | 90 (32)                                                                                 | 78 (26)                                                                                 | 72 (22)                                                                                 | 98 (37)                                                                                 |
| 平均最高気温 °F （°C）                                                                  | 53.4 (11.9)                                                                             | 55.0 (12.8)                                                                             | 56.0 (13.3)                                                                             | 56.9 (13.8)                                                                             | 60.7 (15.9)                                                                             | 63.4 (17.4)                                                                             | 65.0 (18.3)                                                                             | 65.1 (18.4)                                                                             | 65.2 (18.4)                                                                             | 62.6 (17)                                                                               | 56.6 (13.7)                                                                             | 52.7 (11.5)                                                                             | 59.4 (15.2)                                                                             |
| 平均最低気温 °F （°C）                                                                  | 35.8 (2.1)                                                                              | 36.5 (2.5)                                                                              | 38.1 (3.4)                                                                              | 39.9 (4.4)                                                                              | 44.0 (6.7)                                                                              | 47.6 (8.7)                                                                              | 50.4 (10.2)                                                                             | 50.8 (10.4)                                                                             | 47.4 (8.6)                                                                              | 42.9 (6.1)                                                                              | 38.8 (3.8)                                                                              | 35.5 (1.9)                                                                              | 42.3 (5.7)                                                                              |
| 最低気温記録 °F （°C）                                                                  | 18 (−8)                                                                                 | 19 (−7)                                                                                 | 24 (−4)                                                                                 | 27 (−3)                                                                                 | 24 (−4)                                                                                 | 33 (1)                                                                                  | 34 (1)                                                                                  | 36 (2)                                                                                  | 24 (−4)                                                                                 | 28 (−2)                                                                                 | 22 (−6)                                                                                 | 16 (−9)                                                                                 | 16 (−9)                                                                                 |
| 降水量 inch （mm）                                                                      | 12.18 (309.4)                                                                           | 10.65 (270.5)                                                                           | 10.31 (261.9)                                                                           | 6.27 (159.3)                                                                            | 3.94 (100.1)                                                                            | 2.00 (50.8)                                                                             | 0.37 (9.4)                                                                              | 0.53 (13.5)                                                                             | 1.21 (30.7)                                                                             | 5.00 (127)                                                                              | 11.42 (290.1)                                                                           | 15.72 (399.3)                                                                           | 79.6 (2,021.8)                                                                          |
| 降雪量 inch （cm）                                                                      | 0.4 (1)                                                                                 | 0.4 (1)                                                                                 | 0.1 (0.3)                                                                               | 0.0 (0)                                                                                 | 0.0 (0)                                                                                 | 0.0 (0)                                                                                 | 0.0 (0)                                                                                 | 0.0 (0)                                                                                 | 0.0 (0)                                                                                 | 0.0 (0)                                                                                 | 0.0 (0)                                                                                 | 0.1 (0.3)                                                                               | 1.1 (2.8)                                                                               |
| 平均降水日数 （≥0.01 in）                                                               | 17.6                                                                                    | 15.7                                                                                    | 17.1                                                                                    | 14.0                                                                                    | 9.0                                                                                     | 5.3                                                                                     | 1.9                                                                                     | 2.0                                                                                     | 3.8                                                                                     | 7.7                                                                                     | 16.3                                                                                    | 17.4                                                                                    | 127.8                                                                                   |
| 出典1：NOAA (normals, 1981–2010)                                                        |                                                                                         |                                                                                         |                                                                                         |                                                                                         |                                                                                         |                                                                                         |                                                                                         |                                                                                         |                                                                                         |                                                                                         |                                                                                         |                                                                                         |                                                                                         |
| 出典2：Western Regional Climate Center (records and snowfall 1948–2006)                 |                                                                                         |                                                                                         |                                                                                         |                                                                                         |                                                                                         |                                                                                         |                                                                                         |                                                                                         |                                                                                         |                                                                                         |                                                                                         |                                                                                         |                                                                                         |

レッドウッド国立州立公園は大西洋温帯雨林気候で、かつ夏は涼しいという地中海性気候の特徴を有している。レッドウッド国立州立公園の気候は太平洋の影響を大きく受ける。沿岸地域の気温は一般的に一年を通して華氏40から60度（摂氏4から15℃）であるにもかかわらず、海岸からかなり離れた場所では夏は暑く乾燥し、冬は寒くなる。レッドウッドの木々はそのほとんどが海岸から1〜2マイル（1.5～3キロメートル）の場所に生えており、海岸から50マイル（80キロメートル）以上離れた場所には生えていない。このような気温でかつ湿度の高い海岸地帯では、樹木は冬季の大雨と夏季に頻繁に発生する霧の両方から水分を受け取る。降水量が多いということよりも、夏に一貫して発生する霧の存在は、実際のところ樹木にとってみれば、総じて健全な生育にとって重要である。この事実は、年間降水量の合計が年間25～122インチ（64～310センチメートル）の間であることからもわかるが、降水量の少ない地域のレッドウッドの森林が健全であるのは、常に存在する夏の霧と冷涼な気候が樹木の甚だしい水分要求を和らげているからである。1,500フィート（460メートル）以上の山頂でさえ雪が降ることは珍しく、この北緯の穏やかで温暖な特徴を示す良い例であるが、そうはいっても冬の間は雨混じりの小雪がよく見られる。

### 防火
野火の発生は、陸上の生態系においてはごく自然なことである。多くの点で自然は色々な方法で火事に適応しており、火事が発生しないことの方がかえって不都合な場合がある。野火は枯死したり腐朽したりした植物や樹木などの物体を除去し、土壌を肥沃にし、より健全な樹木が限られた栄養分の中で奪い合いしなくて済むようにしてくれる。野焼きは現在、消防における管理計画の一部となっていて、外来種の植物を排除したり、より肥沃で自然な生態系を確保するのに役立っている。火事はまた、プレーリーの大草原を保護し、森林の侵食を防ぎ、ヘラジカやシカのための十分な放牧地を確保するためにも利用されている。また、オークが生息する森林地域では、オークが最終的にダグラスモミに取って代わられ、生物学的多様性の低下を抑制する目的で実施される野焼きの恩恵を受けている。レッドウッドの原生林帯で野焼きを行なうと、枯れたり腐ったりしている成分が減り、競合する草木が排除されるので、比較的大きいレッドウッドの樹の枯死率が減る。公園内においては、消防計画に従ってすべての火事、天候の様子、燃焼物質の堆積（枯死した植物や腐朽した植物体）を監視している。この堆積物は、建築物の近くや火事によって特に住民に危険が及ぶ場所からは撤去され、野焼きはその他の場所で行われる。全米省庁合同火災センター（National Interagency Fire Center）は、大規模な火事が発生した場合、消防士の増援や装備品の補充を行なう。

## レジャー

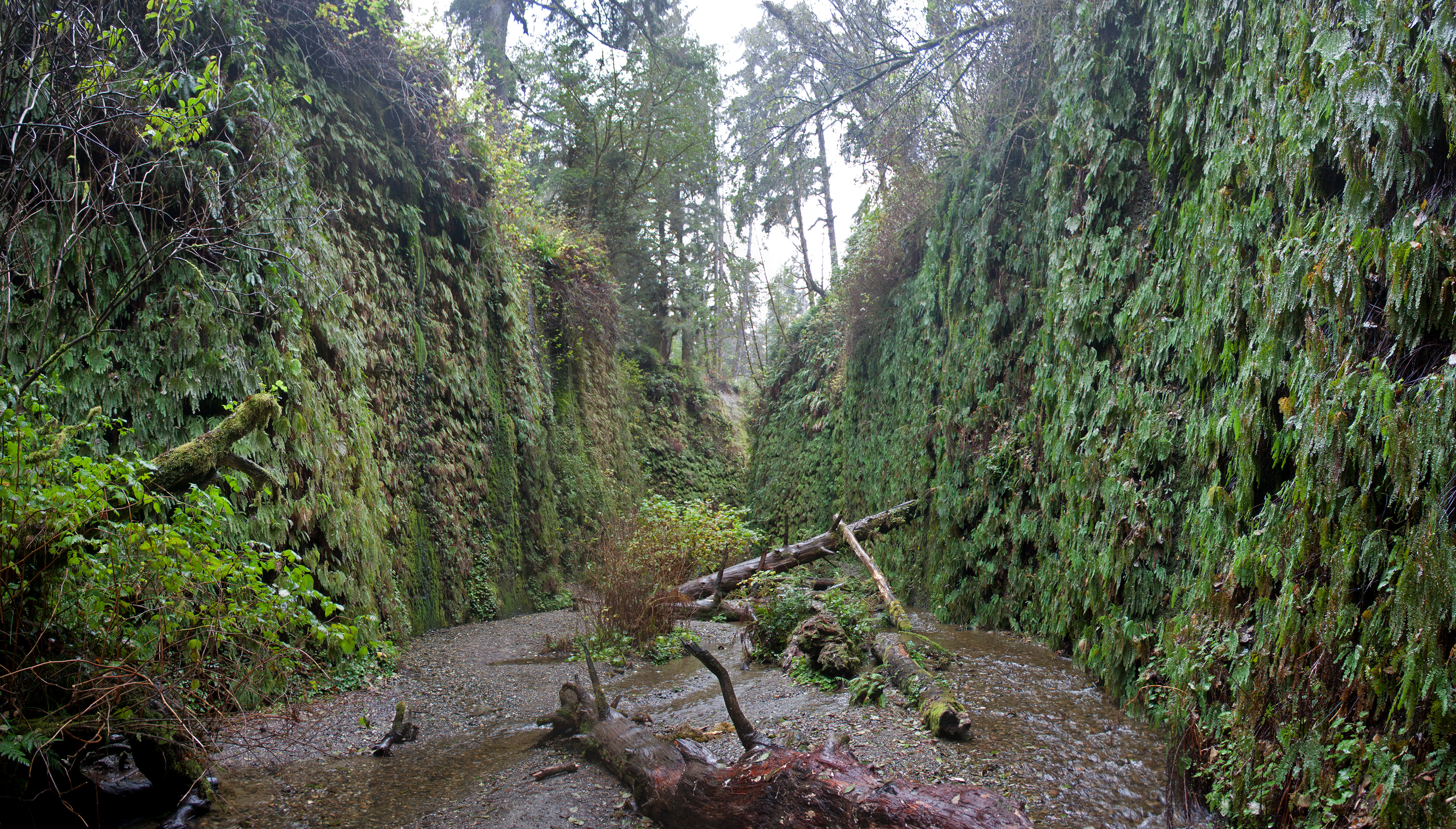
プレーリークリーク・レッドウッド州立公園のファーン・キャニオン

デマーティン・レッドウッド・ユースホステル（DeMartin Redwood Youth Hostel）という安価な公共施設（クラマス近郊）があるが、現在は閉鎖されている。公園の境界内にはホテルやモーテル（駐車場付きホテル）は一切ない。ただし、近郊のカラマス（Klamath）やレグア（Requa）、オーリック（Orick）などには小さなホテルや宿があり、公園の北端に位置するクレセントシティ地域の商業施設や南方にあるアルカタとユーレカでは数多くの宿泊施設を利用できる。公園の位置は、サンフランシスコの北約260マイル（420キロメートル）で、かつオレゴン州ポートランドの南300マイル（480キロメートル）のところにある。合衆国の国道第101号が、公園の北から南へと通過している。シックスリバー国有林（Six Rivers National Forest）の一部となっているスミスリバー国立保養地（Smith River National Recreation Area）は、RNSP の北端に隣接している。
オートキャンプ場は各州立公園内に存在する一方、国立公園内には存在しないので、奥地のオートキャンプ場に戻る場合の唯一の方法はハイキングだけである。デルノト・コーストレッドウッド州立公園のミルクリーク・キャンプエリアやジェデダイアスミス・レッドウッド州立公園のジェデディアスミス・キャンプエリアの中には、こうしたキャンプ場が併せて251箇所ある。プレーリークリーク・レッドウッド州立公園内のエルクプレーリー・キャンプエリアには75箇所のキャンプ場、ゴールドブラフビーチ（Gold Bluffs Beach）のキャンプエリアには25箇所のキャンプ場がある。近くにある他の州立公園にも、オートキャンプ場が用意されている。
森林の奥地でキャンプを行なえるのは許可された場合だけであり、レッドウッド・クリーク沿いの砂利州を除いて、指定された場所でしか認められていない。できるだけ多くの団体が森林を探索できるようにする一方、過度な利用を防ぐために、奥地へのアクセスは厳しく規制されている。そのため、奥地でのキャンプは、連続して5泊、1年を通じて15泊以内に制限されている。クマとの遭遇を最小限に抑えるため、適切に食品を保管するよう厳重に指導している。また、ハイカーやバックパッカーは、自分でこしらえたゴミをすべて持ち帰らなくてはならない。

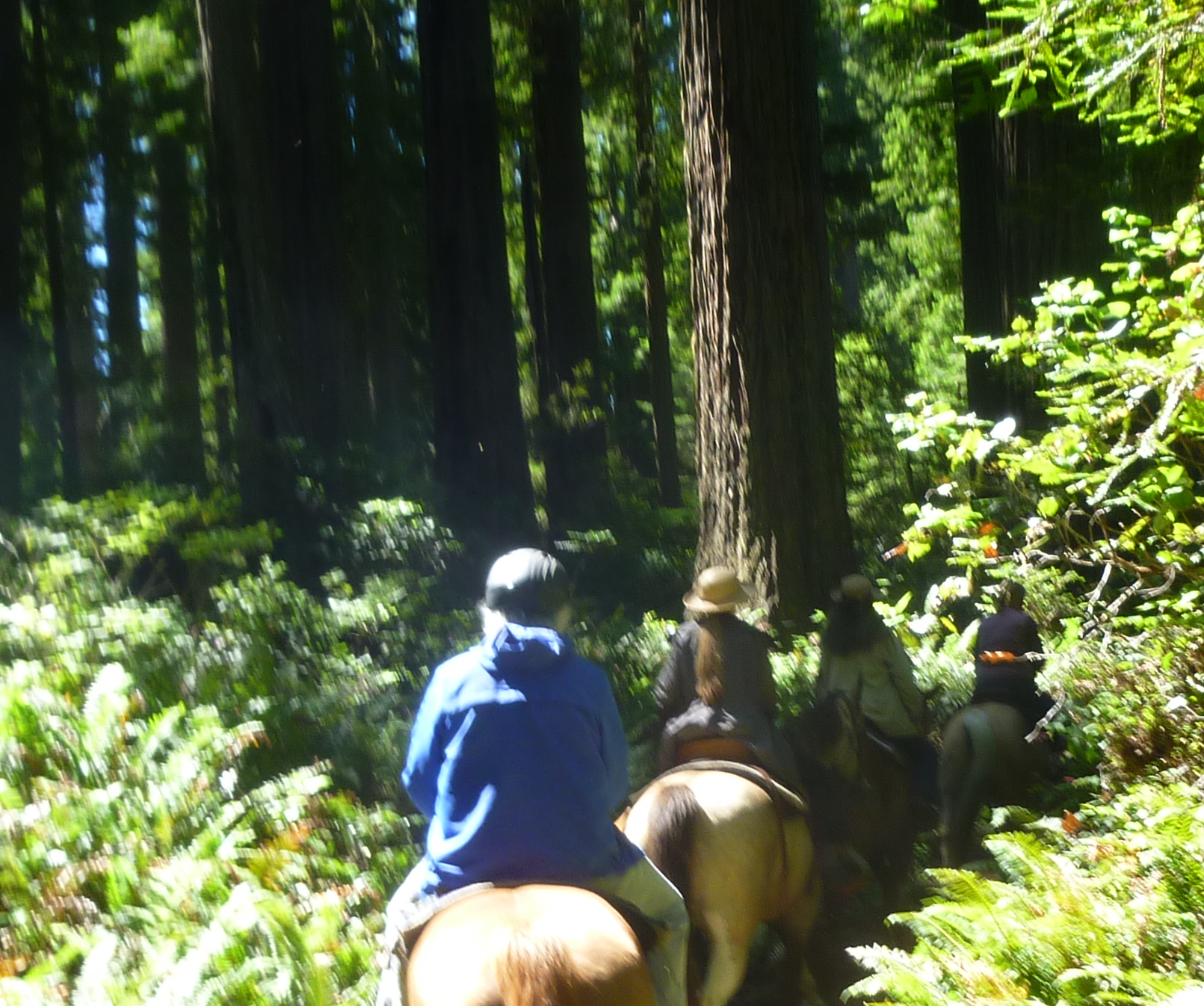
馬に乗ってレッドウッド国立公園へ入る人たち

公園内には約200マイル（320キロメートル）のハイキングコースが整備されているが、雨季には一時的に歩道橋がいくつか撤去される。これは歩道橋が小川の激流によって壊れるおそれがあるためである。年間を通じて、遊歩道は濡れていることが多く、ハイカーは雨天に備えて十分な準備をしなくてはいけない。遊歩道の状況については、インフォメーションセンターで最新の情報を照会することが必要である。
乗馬やマウンテンバイク乗りは人気があるが、限られた遊歩道でしか許可されていない。 カヤック乗りは海岸沿いやさまざまな河川や小川で人気があります。カヤック乗りやカヌー乗りは、カリフォルニアに現存するダムでせき止められていない川のうちで、最も長い川であるスミス川を頻繁に移動する。ニジマスの一種で、サーモンおよびスチールヘッドという16インチ（41センチメートル）を超える高級な遡上性の魚を釣ることは、スミス川とクラマス川では最高の楽しみである。こうした川や小川で魚をとるには、カリフォルニア州のスポーツフィッシング・ライセンスが必要である。狩猟は公園内では一切許可されていないが、近隣の国有林内では認められている。
公園には3つのビジターセンターがあって、ガイド付きの自然散策や総合的な案内を受けることが可能であり、さらに2箇所の案内施設も利用できる。各キャンプエリアでは、ガイド付きのツアーだけでなく、夏の期間にはキャンプファイヤーを囲んだ語らいを提供している。公園には多数のピクニックエリアがあり、各エリアはすべて車で簡単に利用できる。

## 世界遺産
2006年に世界遺産登録名が「レッドウッド国立公園」から「レッドウッド国立州立公園」に変更された（登録範囲等の変化はなし）。

### 登録基準
この世界遺産は世界遺産登録基準のうち、以下の条件を満たし、登録された（以下の基準は世界遺産センター公表の登録基準からの翻訳、引用である）。
- (7) ひときわすぐれた自然美及び美的な重要性をもつ最高の自然現象または地域を含むもの。
- (9) 陸上、淡水、沿岸および海洋生態系と動植物群集の進化と発達において進行しつつある重要な生態学的、生物学的プロセスを示す顕著な見本であるもの。

## その他
スター・ウォーズ エピソード6/ジェダイの帰還のエンドアの戦いのロケ地として使用された。

## ギャラリー

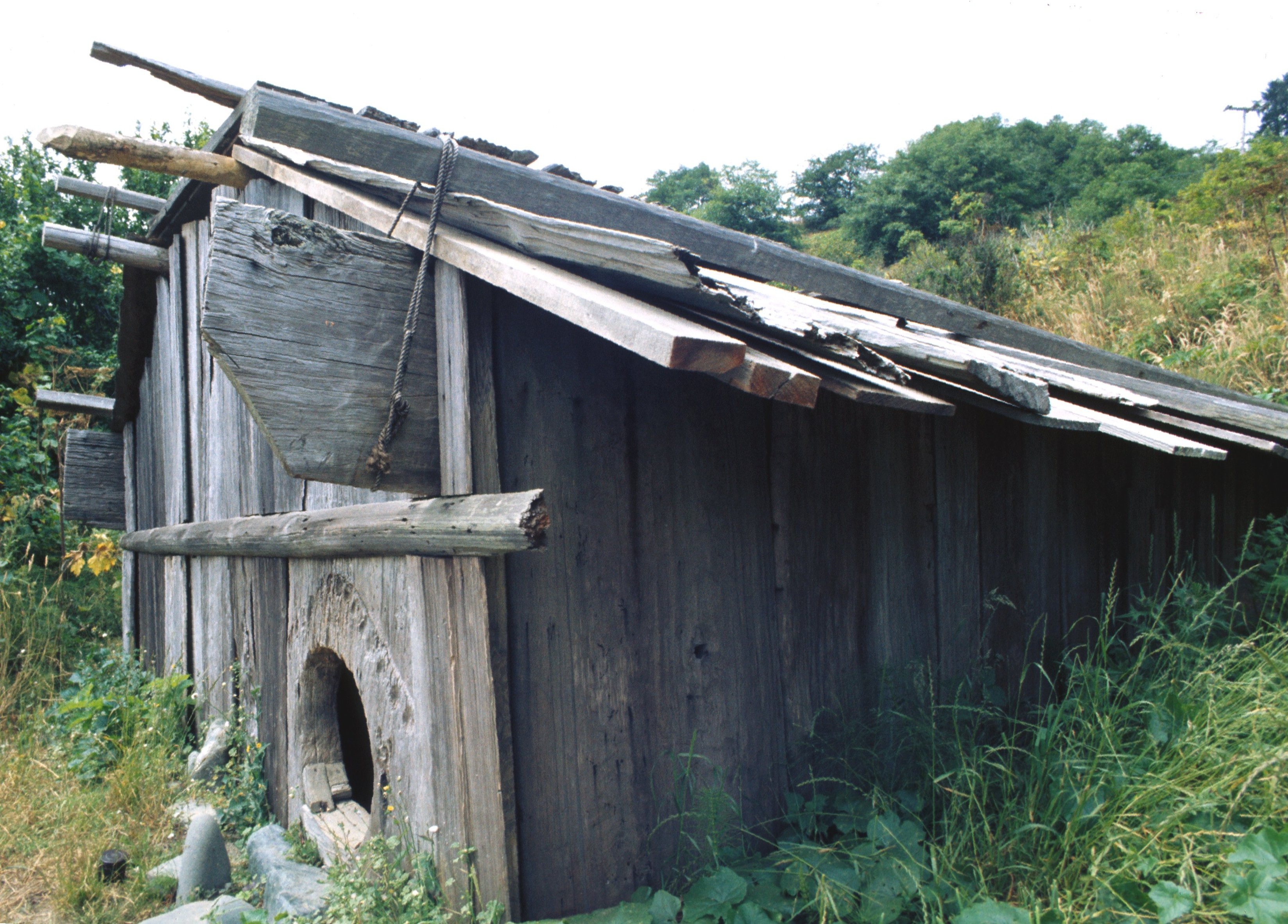
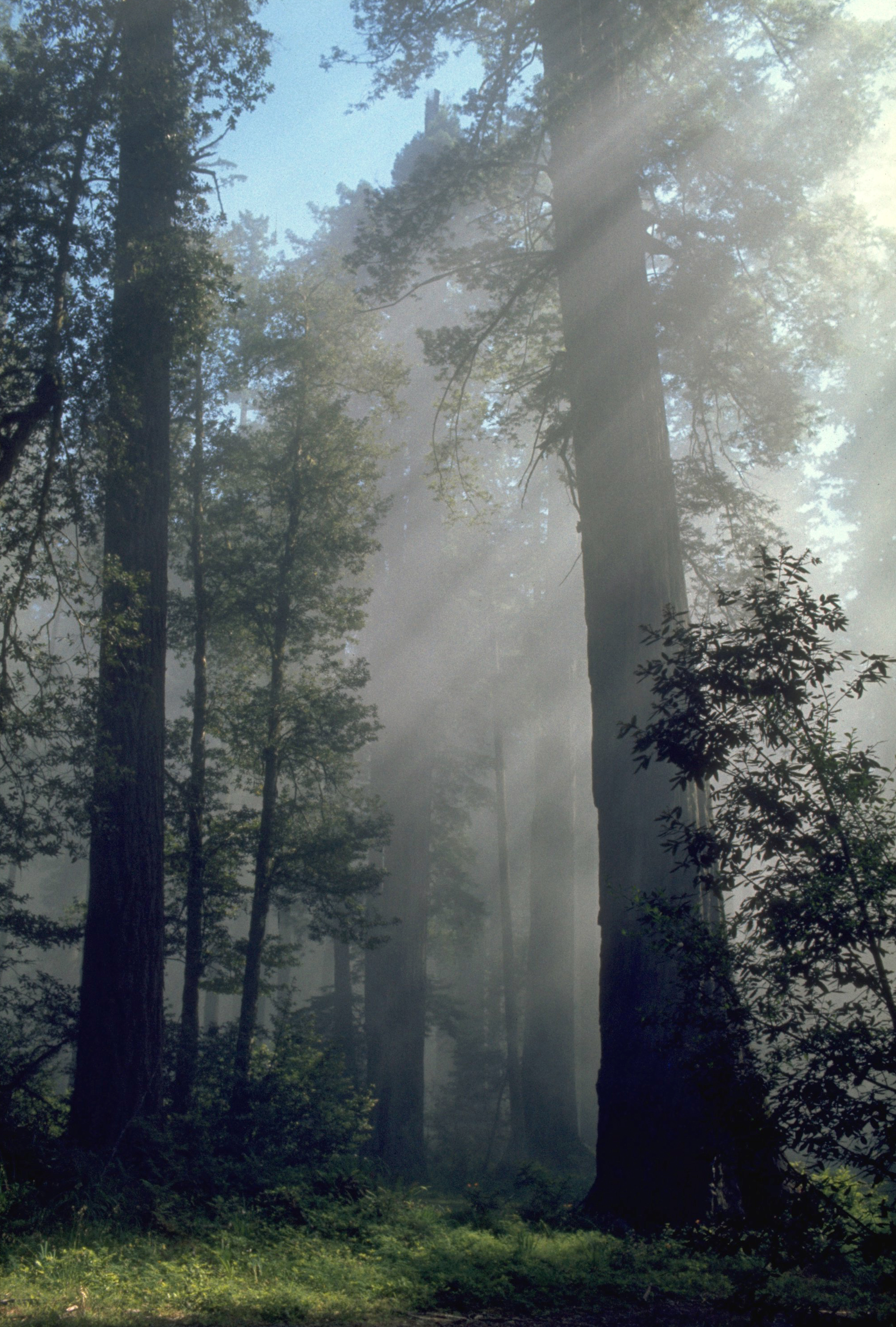
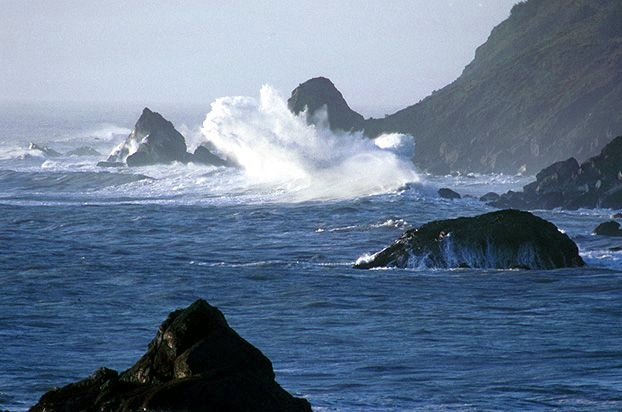
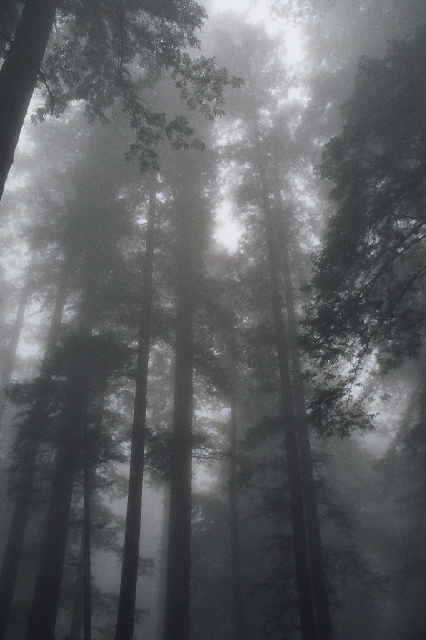
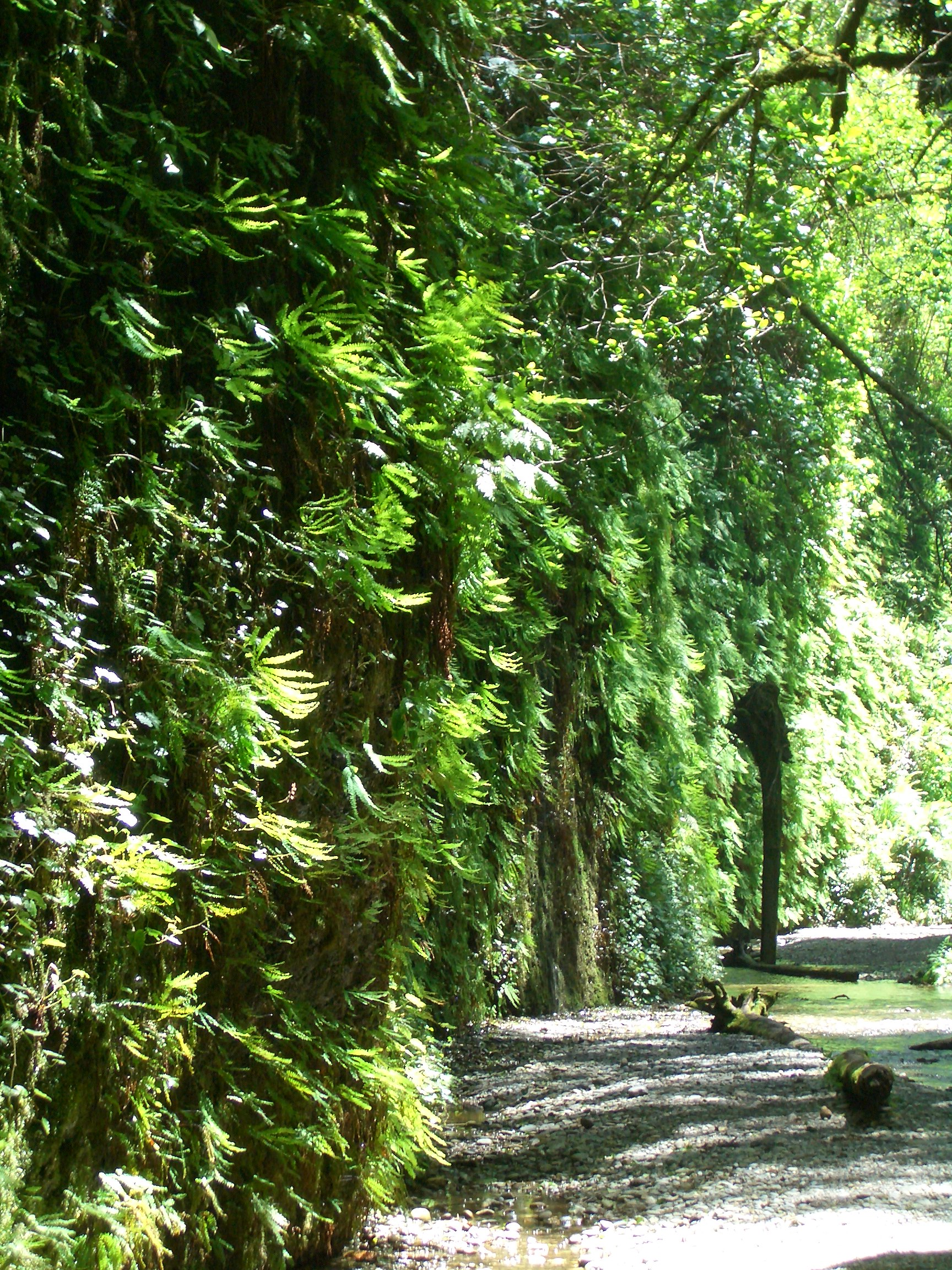